# Aileswasensee
Aileswasensee ist die Bezeichnung eines Badesees und Naherholungsgebietes im Gebiet der Gemeinde Neckartailfingen im Landkreis Esslingen in Baden-Württemberg.

## Lage
Der Aileswasensee liegt nahe dem südlichen Dorfrand von Neckartailfingen zwischen der K 1257 Altdorf-Neckartailfingen im Osten, der B 312 im Südwesten und  dem Neckar im Nordwesten.

## Geschichte
Durch den Abbau von Neckarkies entstand der See als Baggersee in den Jahren zwischen 1958 und 1971. Er hatte ursprünglich eine Größe von rund 10 Hektar. Teilweise wurde er wieder aufgefüllt, sodass bei der Umgestaltung zum Badesee im Jahr 1982 noch eine Wasserfläche von rund 8,5 Hektar bestand. 1984 wurde das Seehaus gebaut.

## Nutzung
Der aus einem rautenförmigen Mittelteil, einer damit verbundenen etwa kreisförmigen Bucht im Südwesten und einer hakenförmigen Bucht im Nordosten bestehende See ist aufgrund seiner verkehrsgünstigen Lage nahe dem Schnittpunkt der Bundesstraße 297 und 312 ein Badesee und Naherholungsgebiet für den Großraum Tübingen und Stuttgart. Am Nordwestufer steht das Seehaus, in dem WC, Dusch- und Umkleidemöglichkeiten untergebracht sind. Auch eine Gaststätte mit Seeterrasse gibt es dort.
An der Südseite des Aileswasensees liegt eine Flachwasserzone mit aufgeschüttetem Sandstrand. Ein abgegrenzter Bereich an der Westseite des Sees ist FKK-Liebhabern vorbehalten.
Der See liegt am Rand (aber außerhalb) des Landschaftsschutzgebiets 1.16.054 Neckar-, Erms- und Autmuttal im Verwaltungsraum Neckartenzlingen. Teile des Uferbereichs sind als Biotop unter den Namen Gehölze um den Aileswasensee südlich Neckartailfingen und als Naturdenkmal unter dem Namen Wasserfläche mit Ufergehölz im Gewann Aileswasen geschützt. Er liegt in einem großen Wasserschutzgebiet der Filderwasserversorgung.
Der See ist von der dort breiten Auenlehmzone des Neckars umgeben. Die große Störung am Südwestrand der Filderplatte läuft über ihn hinweg bis an den rechten Neckartalhang.

### Sicherheit
Rettungsschwimmer gewährleisten ehrenamtlich die Sicherheit am Badesee.

### Flaggen in Neckartailfingen
| Flagge  | Bedeutung |
| ------- | --- |
|         | Rettungsschwimmer im Dienst. Wenn direkt am Wasser aufgestellt: Grenzt den überwachten Badebereich ein.                          |
|         | Gefahr! Schwimmen verboten signalisiert akute Gefahrenlage wie Strömung, hoher Wellengang oder Wasserverschmutzung, Lebensgefahr |
| Weitere | |
|         | Taucher im Wasser (siehe Taucherflagge)                                                                                          |

### LUBW
Amtliche Online-Gewässerkarte mit passendem Ausschnitt und den hier benutzten Layern: Aileswasensee und Umgebung

Allgemeiner Einstieg ohne Voreinstellungen und Layer: Daten- und Kartendienst der Landesanstalt für Umwelt Baden-Württemberg (LUBW) (Hinweise)
1. ↑  Höhe nach grauer Beschriftung auf dem Hintergrundlayer Topographische Karte.
2. ↑  Seefläche nach dem Layer Stehende Gewässer.
3. 1 2  Dimensionen abgemessen auf dem Hintergrundlayer Topographische Karte.
4. ↑  Schutzgebiete nach den einschlägigen Layern, Natur teilweise nach dem Layer Biotop.

### Andere Belege
1. ↑  Friedrich Huttenlocher, Hansjörg Dongus: Geographische Landesaufnahme: Die naturräumlichen Einheiten auf Blatt 170 Stuttgart. Bundesanstalt für Landeskunde, Bad Godesberg 1949, überarbeitet 1967. → Online-Karte (PDF; 4,0 MB)
2. ↑  Das Naturerholungsgebiet. Gemeinde Neckartailfingen, abgerufen am 18. März 2025.
3. ↑  Geologie nach den Layern zu Geologische Karte 1:50.000 auf: Mapserver des Landesamtes für Geologie, Rohstoffe und Bergbau (LGRB) (Hinweise)
4. ↑  Rettungswache am Aileswasensee in Neckartailfingen. Deutsche Lebens-Rettungs-Gesellschaft, Landesverband Württemberg, Ortsgruppe Neuffen/Beuren, abgerufen am 20. Januar 2022.